# Žumberak (Kroatien)
Žumberak (deutsch Sichelberg) ist eine Gemeinde (Općina) in der Gespanschaft Zagreb in Kroatien.

## Geographie
Žumberak liegt nahe der slowenisch-kroatischen Grenze im gleichnamigen Žumberak-Gebirge, westlich von Zagreb, und umfasst 35 Siedlungen, mit einer Gesamtfläche von 110 km². Auf dem Gemeindegebiet liegt auch der Naturpark Žumberak und die Samobor-Berge.

## Bevölkerung
2011 lebten 883 Menschen in Žumberak, davon waren 98 % Kroaten.

## Geschichte
In Sichelberg wurden nach der Schlacht bei Mohács die erste Militärgrenzkolonie in der Krain angelegt. Dafür wurden Walachen und Uskoken angesiedelt, wobei jede Familie einen eigenen Lehensbrief erhielt.
Den Namen erhielt es von der gleichnamigen Altstadt, die 1793 niederbrannte. Viele Bewohner in der Gemeinde sind Nachfahren kroatischen Küstenverteidiger, den Uskoken aus der Stadt Senj an der Adriaküste.